# Massaranduba (kommun i Brasilien, Santa Catarina)
Massaranduba är en kommun i Brasilien.   Den ligger i delstaten Santa Catarina, i den södra delen av landet, 1 200 km söder om huvudstaden Brasília. Antalet invånare är 14 668.
I omgivningarna runt Massaranduba växer i huvudsak städsegrön lövskog. Runt Massaranduba är det ganska glesbefolkat, med 35 invånare per kvadratkilometer.